# Charles Beaumont Phipps
Pour les articles homonymes, voir Phipps.
Pour les autres membres de la famille, voir Famille Phipps.
Charles Beaumont Phipps (27 décembre 1801 - 24 février 1866) est un soldat britannique et un courtisan. 

## Biographie
Il est le deuxième fils de Henry Phipps, 1er comte de Mulgrave, et est né à la propriété familiale du Château de Mulgrave en 1801. Éduqué à Harrow, il rejoint l'armée en achetant une commission comme enseigne et lieutenant des Scots Fusilier Guards le 17 août 1820. Il devient lieutenant et capitaine le 1er janvier 1828, date à laquelle il est nommé adjudant. En 1832, son frère Constantine Phipps (1er marquis de Normanby), est nommé gouverneur de la Jamaïque et Charles l'accompagne à titre de secrétaire particulier. Mulgrave quitte le poste de gouverneur en 1834 et est nommé Lord lieutenant d'Irlande en 1835; Phipps continue avec lui d'agir en tant qu'intendant de sa maison officielle. Il achète une commission en tant que capitaine et lieutenant-colonel le 26 mai 1837. 
Le 1er août 1846, Phipps est nommé Écuyer ordinaire de la reine Victoria, succédant à Charles George James Arbuthnot et appartient désormais largement à la Maison royale. Il est nommé secrétaire privé du Prince Albert le 1er janvier 1847 et reçoit un demi-traitement de l'armée plus tard dans le même mois en tant que lieutenant-colonel. Le 10 octobre 1849, il remplace George Edward Anson en tant que Gardien de la bourse privée et trésorier du prince de Galles et trésorier du prince Albert, démissionnant de son poste de secrétaire particulier. 
Il est promu colonel (sans attaches) en 1851. Il reçoit l'Ordre du Bain le 9 septembre 1853 et se retire de l'armée l'année suivante. En 1858, il reçoit le grade de commandeur de l'Ordre du Bain . Il a la confiance de Victoria et Albert et aide Charles Grey dans ses fonctions de secrétaire particulier du souverain après la mort d’Albert en 1861. Il est nommé receveur général du duché de Cornouailles le 26 mai 1862 et est nommé au conseil du prince de Galles le 27 janvier 1863. Le 8 février 1864, il reçoit les postes supplémentaires de secrétaire, chambellan et receveur général et gardien du sceau du prince de Galles en qualité de prince et de steward d'Écosse. Phipps meurt d'une bronchite au Palais Saint James le 24 février 1866 et est enterré à la chapelle St George du château de Windsor le 2 mars 1866 .

## Famille
Il s'est marié le 25 juin 1835 avec Margaret Anne Bathurst (décédée en 1874). Ils ont quatre enfants, dont 
- Maria Henrietta Sophia Phipps (1827–1915), épouse d'un officier de l'armée et courtisan, le lieutenant-colonel William Chaine
- Harriet Phipps (1841-1922), assistante et confidente de la reine Victoria [1].